# Panicum hippothrix
Panicum hippothrix är en gräsart som beskrevs av Karl Moritz Schumann och Adolf Engler. Panicum hippothrix ingår i släktet vipphirser, och familjen gräs. Inga underarter finns listade i Catalogue of Life.